# Rainer Müller-Hörner
Rainer Müller-Hörner (* 27. Januar 1967 in Fürth als Rainer Müller) ist ein ehemaliger deutscher Triathlet. Er ist Triathlon-Vizeweltmeister (1992) und Triathlon-Europameister auf der olympischen Distanz (1995).

## Werdegang
Von 1984 bis 1995 war Rainer Müller-Hörner (damals noch Rainer Müller) als Profisportler tätig.
1992 wurde er Triathlon-Vizeweltmeister auf der olympischen Distanz (1,5 km Schwimmen, 40 km Radfahren und 10 km Laufen).
Im Juli 1995 wurde er in Stockholm Triathlon-Europameister und er erreichte bei der Weltmeisterschaft über die Triathlon-Langdistanz den dritten Rang. Zusammen mit Thomas Hellriegel holte er bei der 19. Austragung des Ironman Hawaii in diesem Jahr zum zweiten Mal eine Medaille für Deutschland.

2012 startete er nochmals als Amateur bei der Challenge Roth in der Altersklasse 45–49.
Heute betreibt er im Metropol Medical Center in Nürnberg eine eigene Praxis als Facharzt für Allgemeinmedizin.

## Auszeichnungen
- Für seine sportlichen Erfolge wurde Rainer Müller-Hörner im März 2003 in Berlin gemeinsam mit Anja Dittmer und Thomas Hellriegel mit dem Silbernen Lorbeerblatt der Bundesrepublik Deutschland ausgezeichnet.

## Sportliche Erfolge
| Datum/Jahr    | Rang | Wettbewerb                                       | Austragungsort | Zeit     | Bemerkung                                                            |
| ------------- | ---- | ------------------------------------------------ | -------------- | -------- | -------------------------------------------------------------------- |
| 1999          | 1    | Rothsee-Triathlon                                | Roth           |          |                                                                      |
| 1999          | 1    | Erlanger Mitteltriathlon                         | Erlangen       | 03:30:32 | Sieger auf der Mitteldistanz                                         |
| 30. Juli 1995 | 1    | ETU Triathlon European Championships             | Stockholm      | 01:46:24 | Europameister auf der olympischen Distanz                            |
| 27. Nov. 1994 | 11   | ITU Triathlon World Championships                | Wellington     | 01:53:26 | Triathlon-Weltmeisterschaft auf der olympischen Distanz              |
| 2. Juli 1994  | 3    | ETU Triathlon European Championships             | Eichstätt      | 01:53:37 |                                                                      |
| 22. Aug. 1993 | 6    | ITU Triathlon World Championships                | Manchester     | 01:54:49 |                                                                      |
| 4. Juli 1993  | 3    | ETU Triathlon European Championships             | Echternach     | 01:54:59 |                                                                      |
| 7. Aug. 1993  | 2    | DTU Deutsche Meisterschaft Triathlon Kurzdistanz | Mengen         |          | Deutscher Vizemeister auf der Kurzdistanz – hinter Ralf Eggert       |
| 12. Sep. 1992 | 2    | ITU Triathlon World Championships                | Huntsville     | 01:49:29 | Vizeweltmeister auf der olympischen Distanz                          |
| 5. Juli 1992  | 5    | ETU Triathlon European Championships             | Lommel         | 01:49:50 |                                                                      |
| 16. Aug. 1992 | 2    | DTU Deutsche Meisterschaft Triathlon Kurzdistanz | Köln           |          | Deutscher Vizemeister auf der Kurzdistanz – hinter Thomas Hellriegel |

| Datum/Jahr    | Rang | Wettbewerb                                      | Austragungsort   | Zeit     | Bemerkung |
| ------------- | ---- | ----------------------------------------------- | ---------------- | -------- | --- |
| 8. Juli 2012  | 126  | Challenge Roth                                  | Roth             | 11:15:26 | Start in der Altersklasse 45–49 |
| 5. Aug. 2001  | DNF  | ITU Long Distance Triathlon World Championships | Fredericia       | –        | |
| 1. Juli 2001  | 2    | Ironman Austria                                 | Klagenfurt       | 08:17:41 | |
| 23. Juli 2000 | 3    | Ironman Austria                                 | Klagenfurt       | 08:12:38 | [ 2 ] |
| 20. Mai 2000  | 3    | Ironman Lanzarote                               | Playa del Carmen | 08:53:57 | |
| 23. Okt. 1999 | DNF  | Ironman Hawaii                                  | Hawaii           | –        | [ 3 ] |
| 26. Sep. 1999 | 2    | Triathlon International de Nice                 | Nizza            | 06:11:16 | hinter dem Schweizer Christoph Mauch |
| 27. Juni 1999 | DNF  | Ironman Europe                                  | Roth             | –        | |
| 3. Okt. 1998  | 9    | Ironman Hawaii                                  | Hawaii           | 08:46:52 | [ 4 ] |
| 26. Okt. 1996 | DNF  | Ironman Hawaii                                  | Hawaii           | –        | |
| 14. Juli 1996 | 2    | Ironman Europe                                  | Roth             |          | |
| 7. Okt. 1995  | 3    | Ironman Hawaii                                  | Hawaii           | 08:25:23 | dritter Rang bei seinem ersten Start auf Hawaii – mit weniger als fünf Minuten Rückstand auf den Sieger und Langdistanz-Weltmeister Mark Allen |
| 10. Juli 1994 | 3    | Ironman Europe                                  | Roth             | 08:04:49 | dritter Rang beim ersten Start auf der Langstrecke                                                                                             |

| Datum/Jahr | Rang | Wettbewerb        | Austragungsort | Zeit | Bemerkung |
| ---------- | ---- | ----------------- | -------------- | ---- | --------- |
| 1995       | 3    | Powerman Zofingen | Zofingen       |      |           |

| Datum/Jahr    | Rang | Wettbewerb        | Austragungsort | Zeit     | Bemerkung                      |
| ------------- | ---- | ----------------- | -------------- | -------- | ------------------------------ |
| 14. März 1999 | 1    | Bienwald-Marathon | Kandel (Pfalz) | 02:22:56 | Sieger auf der Marathondistanz |

(DNF – Did Not Finish)